# Yūki Takahashi
Yūki Takahashi (高橋裕紀 Takahashi Yūki?) (12 de julio de 1984, Saitama, Japón) es un expiloto profesional de motociclismo que corrió en la categoría de Moto2.

## Biografía
Corrió su primera carrera en el mundial de 125cc con Honda, pero tan solo disputó una carrera en esta categoría. Al año siguiente volvería a correr como Wildcard disputando una carrera pero con mucho éxito, ya que su primera carrera en 250cc y su segunda carrera del mundial consiguió un podio. En el 2003 vuelve a correr como Wildcard y logró la proeza del año pasado. Corrió la primera carrera del año en Japón donde consiguió ser tercero y en su segunda carrera, en el Gran Premio del Pacífico, consiguió un cuarto puesto. Volvería a correr el año siguiente como piloto local en Japón donde fue quinto, pero Honda le ofreció para 2005 un puesto titular que aceptó. Su temporada no fue demasiado buena con un cuarto puesto en Japón como mejor resultado, pero en 2006 cambiaría su suerte para conseguir sus primeras victorias en Francia y Alemania, añadiendo también varios cuartos puestos finalizando sexto en la general. Su mejor año después de esta temporada fue en 2008, donde finalizó quinto en la clasificación mundialista, al haber conseguido varios podios. En 2009 disputó varias carreras en MotoGP, pero su aventura en la categoría reina no fue buena y decidió correr en 2010 en la nueva categoría de Moto2. En 2010 consiguió la victoria en Cataluña, después de una grave sanción a Andrea Iannone. Terminó la temporada 12 en la general. En 2011 firmó para competir en el Gresini Racing a bordo de un Moriwaki, ganó 2 podios y finalizó 11.º en la general. En 2012 se unió a NGM Mobile Forward Racing y pilotó un Suter para las primeras seis rondas y una FTR para el resto del campeonato. La temporada fue un desastre, ya que Takahashi no logró sumar puntos hasta la última ronda de la temporada en Valencia. Permaneció en Moto2 para 2013 y se unió a IDEMITSU Honda Team Asia, dirigido por Tadayuki Okada y una vez más con un Moriwaki. Takahashi fue destituido en favor de Azlan Shah Kamaruzaman para la ronda de Misano en adelante después de no poder anotar ni un solo punto en las primeras 11 rondas.

## Resultados en el Campeonato del Mundo
Sistema de puntuación de 1993 hasta 2022:
| Posición | 1.º | 2.º | 3.º | 4.º | 5.º | 6.º | 7.º | 8.º | 9.º | 10.º | 11.º | 12.º | 13.º | 14.º | 15.º |
| Puntos   | 25  | 20  | 16  | 13  | 11  | 10  | 9   | 8   | 7   | 6    | 5    | 4    | 3    | 2    | 1    |

### Carreras por año
(Carreras en negrita indica pole position, carreras en cursiva indica vuelta rápida)
| Year | Class  | Bike     | 1       | 2       | 3       | 4       | 5       | 6       | 7       | 8       | 9       | 10      | 11      | 12      | 13      | 14      | 15      | 16      | 17      | 18  | Pos. | Pts. |
| ---- | ------ | -------- | ------- | ------- | ------- | ------- | ------- | ------- | ------- | ------- | ------- | ------- | ------- | ------- | ------- | ------- | ------- | ------- | ------- | --- | ---- | ---- |
| 2001 | 125cc  | Honda    | JPN     | RSA     | SPA     | FRA     | ITA     | CAT     | NED     | GBR     | GER     | CZE     | POR     | VAL     | PAC Ret | AUS     | MAL     | BRA     |         |     | NC   | 0    |
| 2002 | 250cc  | Honda    | JPN     | RSA     | SPA     | FRA     | ITA     | CAT     | NED     | GBR     | GER     | CZE     | POR     | BRA     | PAC 3   | MAL     | AUS     | VAL     |         |     | 21.º | 16   |
| 2003 | 250cc  | Honda    | JPN 3   | RSA     | SPA     | FRA     | ITA     | CAT     | NED     | GBR     | GER     | CZE     | POR     | BRA     | PAC 4   | MAL     | AUS     | VAL     |         |     | 18.º | 29   |
| 2004 | 250cc  | Honda    | RSA     | SPA     | FRA     | ITA     | CAT     | NED     | BRA     | GER     | GBR     | CZE     | POR     | JPN 5   | QAT     | MAL     | AUS     | VAL     |         |     | 25.º | 11   |
| 2005 | 250cc  | Honda    | SPA Ret | POR 7   | CHN 10  | FRA 10  | ITA Ret | CAT 7   | NED 15  | GBR Ret | GER 9   | CZE Ret | JPN 4   | MAL 7   | QAT 8   | AUS Ret | TUR Ret | VAL 7   |         |     | 11.º | 77   |
| 2006 | 250cc  | Honda    | SPA 4   | QAT 9   | TUR 5   | CHN 5   | FRA 1   | ITA 4   | CAT 7   | NED 6   | GBR 7   | GER 1   | CZE     | MAL 4   | AUS Ret | JPN Ret | POR 6   | VAL DNS |         |     | 6.º  | 156  |
| 2007 | 250cc  | Honda    | QAT 7   | SPA 8   | TUR Ret | CHN DNS | FRA     | ITA 11  | CAT Ret | GBR 4   | NED 10  | GER 8   | CZE Ret | RSM 9   | POR Ret | JPN 4   | AUS 10  | MAL 9   | VAL 8   |     | 11.º | 90   |
| 2008 | 250cc  | Honda    | QAT 5   | SPA 3   | POR 6   | CHN 7   | FRA 4   | ITA Ret | CAT 12  | GBR 9   | NED 8   | GER 9   | CZE 6   | RSM 2   | IND C   | JPN 6   | AUS 7   | MAL 4   | VAL 2   |     | 5.º  | 167  |
| 2009 | MotoGP | Honda    | QAT 15  | JPN Ret | SPA 12  | FRA 13  | ITA Ret | CAT Ret | NED 15  | USA     | GER     | GBR     | CZE     | IND     | RSM     | POR     | AUS     | MAL     | VAL     |     | 21.º | 9    |
| 2010 | Moto2  | Tech 3   | QAT Ret | SPA 4   | FRA Ret | ITA 8   | GBR 18  | NED 10  | CAT 1   | GER Ret | CZE 2   | IND 26  | RSM Ret | ARA 12  | JPN 6   | MAL Ret | AUS 17  | POR 26  | VAL 18  |     | 12.º | 86   |
| 2011 | Moto2  | Moriwaki | QAT 5   | SPA Ret | POR 3   | FRA 2   | CAT Ret | GBR 7   | NED Ret | ITA 14  | GER Ret | CZE 12  | IND 25  | RSM 7   | ARA 31  | JPN 30  | AUS 10  | MAL Ret | VAL Ret |     | 11.º | 77   |
| 2012 | Moto2  | Suter    | QAT 19  | SPA 21  | POR Ret | FRA 17  | CAT 21  | GBR 25  |         |         |         |         |         |         |         |         |         |         |         |     | 28.º | 5    |
| 2012 | Moto2  | FTR      |         |         |         |         |         |         | NED 20  | GER Ret | ITA 17  | IND 27  | CZE 18  | RSM Ret | ARA 22  | JPN 15  | MAL 15  | AUS 15  | VAL 14  |     | 28.º | 5    |
| 2013 | Moto2  | Moriwaki | QAT 23  | AME 18  | SPA 22  | FRA 17  | ITA 23  | CAT 20  | NED 25  | GER 18  | IND 21  | CZE 17  | GBR 22  | RSM     | ARA     | MAL     | AUS     | JPN     | VAL     |     | NC   | 0    |
| 2014 | Moto2  | Moriwaki | QAT     | AME     | ARG     | SPA     | FRA     | ITA     | CAT     | NED     | GER     | IND     | CZE     | GBR     | RSM     | ARA     | JPN 26  | AUS     | MAL     | VAL | NC   | 0    |
| 2015 | Moto2  | Moriwaki | QAT     | AME     | ARG     | SPA     | FRA     | ITA     | CAT     | NED     | GER     | IND     | CZE     | GBR     | RSM     | ARA     | JPN 14  | AUS     | MAL     | VAL | 27.º | 2    |